# Храм Амфиарая
Храм Амфиарая в Оропе (Амфиарион, греч. Αμφιάρειο στον Ωρωπό) — крупнейшее в Древней Греции святилище хтонического божества и царя Аргоса Амфиарая. При храме был оракул, давались предсказания посредством сновидений. Расположено было в Дельфинии (Δελφίνιον), гавани древнего города Оропа в Аттике, на границе с Беотией, в 2 километрах к востоку от современного малого города Маркопулона, в 8 километрах к востоку от Оропоса и 36 километрах к северу от Афин. Находится в небольшой долине, которую пересекает высохшая река, известная в древности как Харадра (Χαράδρα «овраг»). Главное святилище Оропа, одного из старейших городов Древней Греции.

## История
Храм Амфиарая построен в конце V века до н. э., когда Ороп принадлежал афинянам. По преданию храм построен в месте, где Амфиарай восстал из недр земли. С начала IV века до н. э. и до 338 года до н. э., когда произошла битва при Херонее известность храма Амфиарая распространяется по Греции. Строятся здания и ставятся статуи. Каждый год организовывались малые игры и каждый пятый год — большие. Большие игры включали музыкальные, спортивные и конные состязания, в которых принимали участие спортсмены, учёные и актеры из Греции, Италии и Малой Азии. 
В ходе Третьей Священной войны, после 338 года до н. э. возвращён Афинам после захвата Фив македонским царём Филиппом II или его сыном Александром. В 287 году до н. э. Ороп становится членом Беотийского союза и начинается расцвет святилища Амфиарая, который длится до 146 года до н. э. В храм приходят люди из всех частей греческого мира, с островов и из Малой Азии. Ороп богател за счет паломников.
В римский период (с 146 года до н. э.) у Оропа был статус свободного города. Расцвет храма в I веке до н. э. связан с покровительством римского военачальника Суллы. В начале I века при императоре Августе Ороп становится окончательно собственностью Афин. Культ Амфиарая исчез с усилением христианства. 
Антиквар и путешественник Уильям Мартин Лик дал правильную информацию о месте святилища Амфиарая. В течение XIX века и другие путешественники проявили большой интерес к поискам и изучению святилища.
В 1884 году начаты систематические раскопки храма Афинским археологическим обществом под руководством Василиоса Леонардоса. Раскопки продолжались с перерывами до 1929 года и обнаружили руины в Маркопулоне и множество надписей, которые содержат ценные сведения.

## Описание

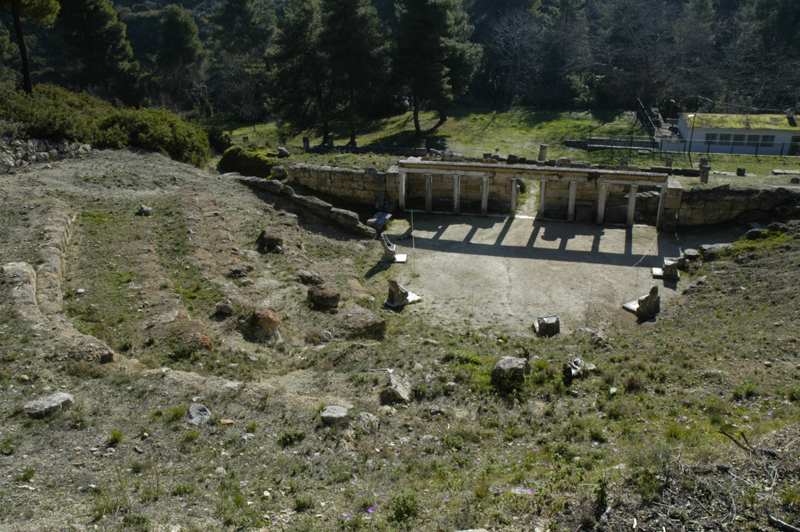
Театр в храме Амфиарая

Храм Амфиарая построен на берегу реки Харадра. На левом берегу расположены общественные здания, храм, алтарь, галерея и театр, а на правом — поселение. В поселении находились жилые и административные здания, магазины и гостевой дом, агора и водяные часы. Сегодня сохранились руины построек святилища. 
Вход в святилище осуществлялся из восточной части участка, где находились общественные здания храма. Первым зданием, которое видел посетитель, была купальня святилища. Это квадратное здание IV века до н. э., не сохранившееся. Купальни по свидетельству древних писателей были знаменитыми и священными. 
К востоку от купальни расположены руины стои IV века до н. э., которое достигает в длину 110 метров. На восточном и западном торце стои есть две комнаты, предназначенные для сна, чтобы в сновидении узнать волю Амфиарая, которую объяснял оракул. 
За стоей расположен театр. Театр с колоннадой на фасаде возведён во II веке до н. э. Пять мраморных сидений в орхестре построены в I веке до н. э. и были предназначены для жрецов и важных посетителей театра. Один из них сохранился в целости. 
К западу от стои расположен ряд постаментов статуй, которые стояли по краю священной дороги к храму. 
К востоку от последнего постамента статуи находятся руины большого алтаря храма. Сохранилась только нижняя часть. В древние времена алтарь был монументальных размеров. 
К северу от алтаря находятся руины трёх полукруглых ступеней и являются согласно надписи частью театра. Театр, построенный в V или IV веке до н. э. был предназначен для зрителей жертвоприношений, которые происходили в алтаре. В месте, где стоял последний постамент сохранились стены небольшого храма IV века до н. э.
К юго-западу от алтаря был построен большой храм, который был посвящен Амфиараю. Храм имел размеры 38 × 14 метров и имел пронаос и целлу. На задней стене целлы была дверь, которая вела в небольшую комнату, которая служила, вероятно, как опистодом. Здание было дорического ордера и было построено в IV веке  до н. э.
К югу от алтаря находился святой источник, воду которого запрещалось использовать для купания или для мытья рук. Вода наполняла бассейн римского периода. 
Рядом с источником была мужская купальня, от которой сохранились только один бассейн, две большие емкости, пол и нижняя часть стены некоторых комнат купальни. 
На другом берегу реки были жилые дома и предприятия, которые были необходимы для функционирования храма. Гостевой дом, на юго-западе агора, которая окружена колоннами, длинное здание в северо-восточной части, вероятно, это было агораномий. Близко к берегу реки были водяные часы, которые имели внешнюю узкую лестницу и коридор. В нижней части расположен был кран, из которого вытекала очень медленно вода.
- 1. Храм Амфиарая
- 2. Малый храм Амфиарая
- 3. Алтарь
- 4. Театральная площадь
- 5. Священный источник
- 6. Клепсидра
- 7. Мужские бани
- 8. Ряд вотивных статуй
- 9. Театр
- 10. Стоя Амфиарая
- 11. Женские бани

Легенда:
 Классический период
 Эллинистический период